# اش ویل
اش ویل (به انگلیسی: Ash Vale) یک روستا در بریتانیا است که در اش واقع شده‌است. اش ویل ۳٫۶۲ کیلومتر مربع مساحت و ۵٬۶۸۶ نفر جمعیت دارد.